# Das Gesetz der Erbarmungslosen
Das Gesetz der Erbarmungslosen (Originaltitel: Il lungo giorno del massacro) ist ein 1968 gedrehter Italowestern, den Alberto Cardone inszenierte, schrieb, produzierte und schnitt. Die deutschsprachige Erstaufführung erfolgte auf Video.

## Handlung
Joe Williams war Sheriff von Kansas City und wurde wegen seiner kompromisslosen Methoden vom Richter seines Postens enthoben. Er wird des Mordes an einigen Farmern angeklagt; tatsächlich gehen die Untaten auf das Konto des mexikanischen Gangsters La Muerte, der mit seiner Freundin Paquita einiges auf dem Kerbholz hat. Joe kümmert sich mit seinem Deputy Evans selbst um seine Entlastung und setzt sich auf die Fährte La Muertes, wobei sie in einen von dessen Bande organisierten Bankraub geraten und Joe in die Hände La Muertes fällt. Das Eintreffen des derzeitigen Sheriffs und seiner Männer rettet ihn. Als er später bei einer heftigen Schießerei das Leben des Sheriffs retten kann, verbünden sich beide und können La Muerte und seine Bande ausschalten. Joes Unschuld ist erwiesen; der Sheriff lässt ihn zur nahen Grenze reiten.

## Kritik
„Für einen der meist sehr billig gemachten Western von Cardone ist das Endprodukt relativ gut“, so Christian Keßler. Segnalazioni Cinematografiche waren skeptischer: „Ein technisch bescheidener Western ohne eigene Ideen und kaum spannend.“ Das Lexikon des internationalen Films nannte den Film „durchschnittlich“.

## Bemerkungen
Für den Alternativtitel Das grausame Massaker gibt es keinen Nachweis. Die Laufzeit auf Video beträgt 96 Minuten.